# Allopachria hendrichi
Allopachria hendrichi är en skalbaggsart som beskrevs av Wewalka 2000. Allopachria hendrichi ingår i släktet Allopachria och familjen dykare. Inga underarter finns listade i Catalogue of Life.